# 渡辺桂子 (歌手)
渡辺 桂子（わたなべ けいこ、1966年11月9日 - ）は1984年にデビューした元アイドル歌手。当時の本名は渡部桂子。大阪府大阪市生野区出身。A型。一人っ子。明治大学付属中野高等学校定時制卒。

## 来歴
3歳の時に生野区から枚方市に転居するが、中学3年生の時に生野区へ戻る。関西女子高等学校在学中、『スター誕生!』予選に出場しているところを、芸能事務所・ゴールデンミュージックプロモーションの市村義文社長にスカウトされ芸能界入り。また、同時期に大沢逸美が優勝したホリプロスカウトキャラバンで審査員特別賞を受賞している。
1984年3月21日「お友達にしてくれませんか？」のキャッチフレーズでテイチクレコードより「H-i-r-o-s-h-i」で正統派アイドル歌手としてデビュー。同曲で『ザ・ベストテン』のスポットライト、『ザ・トップテン』では新人を紹介するコーナーに出演し、事務所の先輩でもある柏原芳恵の妹分として鳴り物入りのデビューであった。その後、新人賞レースにも参戦し、多くの新人賞を受賞した。同期の歌手は菊池桃子、岡田有希子、長山洋子、山本ゆかり、荻野目洋子などがいた。
1985年、TBS系連続ドラマ『乳姉妹』に伊藤かずえとW主演、女優として活動を始める。歌手活動との二足の草鞋やその演技力からポスト堀ちえみとも呼ばれた。
1986年4月に出演番組で知り合った日系二世の男性と逃避行気味に渡米・結婚し、突然引退。しかし、結婚生活は瞬く間に破綻し離婚。翌1987年秋に本名の渡部桂子名義で芸能界に復帰。しかし、以前のようなアイドル活動はせず、セクシー路線に転向。同年、ヌード写真集をリリース。写真集宣伝を兼ね、男性誌（『GORO』『週刊プレイボーイ』『平凡パンチ』など）誌面にヌードグラビアを披露した。同時期にビデオ3本を出したが、それ以降は芸能活動をせずに事実上の再引退。大阪に戻り再婚・出産したと言われている。また再引退後に「暴露本発行」という噂があったが、本人は「打診はありました。でもお断りしています。」とコメントしている（『週刊大衆』より）。
「赤道直下型の誘惑」は、後に島崎和歌子の4thシングル「南南西」のカップリングでカバーされている。
2004年にはベスト盤「渡辺桂子コンプリート・シングルズ＆モア」が出ている。2005年1月には出演したドラマ『乳姉妹』がDVD化された。

## ディスコグラフィー
※　オリジナルは、すべてユニオンレコード／テイチクより発売。

### シングル
※　すべてMEG-CDより2009年9月30日にCD-Rで発売されている。
| 発売日         | 規格品番 | 面 | タイトル                 | 作詞               | 作曲     | 編曲       |
| -------------- | -------- | -- | ------------------------ | ------------------ | -------- | ---------- |
| 1984年3月21日  | UE-560   | A  | H-i-r-o-s-h-i            | 売野雅勇           | 筒美京平 | 大谷和夫   |
| 1984年3月21日  | UE-560   | B  | 夢見る唇                 | 売野雅勇           | 筒美京平 | 大谷和夫   |
| 1984年6月21日  | UE-565   | A  | 赤道直下型の誘惑         | 売野雅勇           | 筒美京平 | 大谷和夫   |
| 1984年6月21日  | UE-565   | B  | バス・ストップ           | 売野雅勇           | 筒美京平 | 大谷和夫   |
| 1984年9月1日   | UE-567   | A  | 第Ⅱ少女期                | 売野雅勇           | 筒美京平 | 大谷和夫   |
| 1984年9月1日   | UE-567   | B  | 恋愛専科                 | 売野雅勇           | 筒美京平 | 茂木由多加 |
| 1984年12月1日  | UE-575   | A  | グッバイ・ガール         | 岡田冨美子         | 吉田拓郎 | 竜崎孝路   |
| 1984年12月1日  | UE-575   | B  | とまどいデイト           | 志名亮             | 大谷明裕 | 大谷和夫   |
| 1985年3月10日  | UE-580   | A  | 恋人白書                 | 岩沢律             | 前田保   | 渡辺俊幸   |
| 1985年3月10日  | UE-580   | B  | マシュマロ・ファンタジー | 井上輝彦           | 大谷明裕 | 大谷和夫   |
| 1985年6月5日   | UE-582   | A  | 真夏のレッスン           | 原真弓             | 渡辺俊幸 | 渡辺俊幸   |
| 1985年6月5日   | UE-582   | B  | 夢・バケイション         | 原真弓・大谷かずみ | 大谷明裕 | 水谷公生   |
| 1985年10月21日 | UE-584   | A  | 純情レジスタンス         | 原真弓             | 船山基紀 | 船山基紀   |
| 1985年10月21日 | UE-584   | B  | 蒼いメインテーマ         | 橋本淳             | 船山基紀 | 船山基紀   |

### アルバム

#### オリジナル・アルバム
| 発売日         | 規格 | 規格品番  | アルバム |
| -------------- | ---- | --------- | --- |
| 1984年7月5日   | LP   | GU-58     | Shake hand -A- 1.Pinkフラミンゴ 2.ワンダーランドBABY 3.あぶないデイト 4.パセリ色した朝に自転車でやって来た君は夏の少年みたいに…… 5.夢見る唇 -B- 1.H-i-r-o-s-h-i 2.ダーリンは使用中! 3.プールサイド・インスピレーション 4.白いコンバースの夏 5.ちょっとハードなロストラヴ |
| 1985年12月4日  | LP   | GU-64     | フォルテ・f -A- 1. 恋人白書 2. マリオネット 3. 夢・バケイション 4. 蒼いメインテーマ 5. 虹のカンタータ -B- 1. 純情レジスタンス 2. Twinkle Baby 3. 真夏のレッスン 4. マシュマロ・ファンタジー 5. 悲しみのセパレーション                                                    |
| 1985年12月16日 | CD   | 30CH-161  | フォルテ・f -A- 1. 恋人白書 2. マリオネット 3. 夢・バケイション 4. 蒼いメインテーマ 5. 虹のカンタータ -B- 1. 純情レジスタンス 2. Twinkle Baby 3. 真夏のレッスン 4. マシュマロ・ファンタジー 5. 悲しみのセパレーション                                                    |
| 2003年4月30日  | CD   | VSCD-3724 | フォルテ・f -A- 1. 恋人白書 2. マリオネット 3. 夢・バケイション 4. 蒼いメインテーマ 5. 虹のカンタータ -B- 1. 純情レジスタンス 2. Twinkle Baby 3. 真夏のレッスン 4. マシュマロ・ファンタジー 5. 悲しみのセパレーション                                                    |

#### ベスト・アルバム
| 発売日         | 規格 | 規格品番   | アルバム |
| -------------- | ---- | ---------- | --- |
| 1984年12月16日 | LP   | GU-64      | グッバイ・ガール -A- 1. H-i-r-o-s-h-i 2. 赤道直下型の誘惑 3. 第Ⅱ少女期 4. グッバイ・ガール 5. 密告 -B- 1. 夢見る唇 2. バス・ストップ 3. 恋愛専科 4. とまどいデイト 5. 都会への伝言 |
| 1985年1月21日  | CD   | 35CH-20    | グッバイ・ガール -A- 1. H-i-r-o-s-h-i 2. 赤道直下型の誘惑 3. 第Ⅱ少女期 4. グッバイ・ガール 5. 密告 -B- 1. 夢見る唇 2. バス・ストップ 3. 恋愛専科 4. とまどいデイト 5. 都会への伝言 |
| 2002年12月15日 | CD   | VSCD-3711  | グッバイ・ガール -A- 1. H-i-r-o-s-h-i 2. 赤道直下型の誘惑 3. 第Ⅱ少女期 4. グッバイ・ガール 5. 密告 -B- 1. 夢見る唇 2. バス・ストップ 3. 恋愛専科 4. とまどいデイト 5. 都会への伝言 |
| 2004年12月20日 | CD   | TECH-25030 | 渡辺桂子コンプリート・シングルズ&モア 1. H-i-r-o-s-h-i 2. 夢見る唇 3. 赤道直下型の誘惑 4. バス・ストップ 5. 第II少女期 6. 恋愛専科 7. グッバイ・ガール 8. とまどいデイト 9. 恋人白書 10. マシュマロ・ファンタジー 11. 真夏のレッスン 12. 夢・バケイション 13. 純情レジスタンス 14. 蒼いメインテーマ 15. ワンダーランドBABY(ボーナストラック) 16. あぶないデイト(ボーナストラック) 17. パセリ色した朝に自転車でやって来た君は夏の少年みたいに……(ボーナストラック) 18. ダーリンは使用中！(ボーナストラック) 19. プールサイド・インスピレーション(ボーナストラック) 20. 白いコンバースの夏(ボーナストラック) 21. ちょっとハードなロストラヴ(ボーナストラック) |
| 2012年2月8日   | CD   | TECE-1110  | 渡辺桂子ゴールデン★ベスト 1. H-i-r-o-s-h-i 3:21 2. 夢見る唇 3:41 3. 赤道直下型の誘惑 3:09 4. バス・ストップ 4:17 5. 第II少女期 3:15 6. 恋愛専科 3:47 7. グッバイ・ガール 3:50 8. とまどいデイト 3:07 9. 恋人白書 4:27 10. マシュマロ・ファンタジー 2:54 11. 真夏のレッスン 3:37 12. 夢・バケイション 4:05 13. 純情レジスタンス 3:36 14. 蒼いメインテーマ 4:03 15. Pinkフラミンゴ 2:49 16. 都会への伝言 3:20 |

## 出演

### 音楽祭
- 第17回新宿音楽祭（文化放送、ダイジェスト版をフジテレビでも放送） - 銀賞受賞
- 輝け!第15回日本歌謡大賞（フジテレビ） - 優秀新人受賞

### 音楽番組
- 歌謡アン・ナイト（TBS）
- 8時だョ!全員集合（TBS）
- ザ・ベストテン（TBS） - スポットライトに出演
- ザ・トップテン（日本テレビ） - もうすぐトップテンに出演
- レッツゴーヤング（NHK）[3]

### テレビドラマ
- 青い瞳の聖ライフ 第17話（1985年2月20日、フジテレビ） - タナベケイコ 役
- 乳姉妹（1985年4月16日 - 10月29日、TBS） - 松本しのぶ 役
- 金曜女のドラマスペシャル 消しゴムお亜季2・狙われた過去（1986年3月28日、フジテレビ）

### バラエティ番組
- ヤンヤン歌うスタジオ（テレビ東京）
- おはようスタジオ（テレビ東京）
- レッツGOアイドル（テレビ東京）
- スーパージョッキー（日本テレビ）
- 歌謡ドッキリ大放送（テレビ朝日）
- アイドルパンチ（テレビ朝日）
- プロポーズ大作戦（朝日放送・テレビ朝日系）
- おはよう朝日です（朝日放送）

### ラジオ
- 三人姉妹のキャピキャピランド（文化放送）

### CM
- 興和 「ウナコーワ」「ウナコーワ虫除け」「コルゲントローチ」
- 新日本証券 「ワリコー」
- 明治製菓 「ツインクルキャンディー」
- 雪印乳業 「キャンディボックス」「プチグラッセ」

## 写真集
- 「渡部桂子写真集」 - ヌード写真集

## 映像作品

### ビデオ
（成人指定含む。すべて「渡部桂子」名義）
- サンタモニカ あなたにあげちゃう
- シスコ淫紀行
- from サンフランシスコ with ラブ

### LD
（「渡部桂子」名義）
- イン・サンフランシスコ